# Petrovac (Prokuplje)
Pour les articles homonymes, voir Petrovac.
Petrovac (en serbe cyrillique : Петровац) est un village de Serbie situé dans la municipalité de Prokuplje, district de Toplica. Au recensement de 2011, il comptait 296 habitants.

## Démographie

### Évolution historique de la population
| 1948 | 1953 | 1961 | 1971 | 1981 | 1991 | 2002 | 2011 |
| ---- | ---- | ---- | ---- | ---- | ---- | ---- | ---- |
| 795  | 824  | 834  | 682  | 615  | 367  | 436  | 296  |

|  |